# Chibi (Hubei)
Pour les articles homonymes, voir Chibi.
Chibi (赤壁 ; pinyin : Chìbì) est une ville de la province du Hubei en Chine. C'est une ville-district placée sous la juridiction administrative de la ville-préfecture de Xianning.

## Démographie
La population du district était de 517 851 habitants en 1999.